# سواق الأتوبيس (فلم)
سواق الأتوبيس هو فيلم دراما مصري صدر عام 1982، من إخراج عاطف الطيب، وتأليف بشير الديك، وإنتاج هاديراما للإنتاج والتوزيع والإعلام، ومن بطولة نور الشريف، وميرفت أمين، وعماد حمدي، ونبيلة السيد، ووحيد سيف، وحسن حسني، وزهرة العلا. تدور الأحداث حول السائق حسن الذي يعاني من سوء الحالة المادية، فيضطر للعمل على سيارة أجرة كعمل إضافي، خاصة مع ضغط زوجته التي ترفض تدني حالتهما المادية، وفي نفس الوقت يتولى حسن مشاكل أسرته بعد أن يعلن والده الحاج سلطان إفلاسه، ولا يجد أحد من شقيقاته بجواره في تلك المحنة الصعبة.
تم اختيار الفيلم كثامن أفضل فيلم في تاريخ السينما المصرية.

## القصة
تدور أحداث الفيلم حول «حسن» الذي يعمل سائقا لحافلة (أتوبيس) نقل عام نهارا وسائقا لسيارة أجرة (تاكسي) ليلا. وهو الأخ الوحيد لخمس بنات، والده الحاج سلطان (عماد حمدي) يمتلك ورشة نجارة وبسبب إهمال زوج أخته الذي يدير الورشة تحجز الضرائب عليها، وتعرض للبيع في مزاد علني، يحاول حسن إنقاذ الورشة من البيع لأنها تمثل سمعة والده، فيذهب إلى أخواته البنات وأزواجهن ليساعدوه في سد الدين وإنقاذ الورشة لكن الكل يطمع ويستغل الحاجة وحالة الضيق. يصور أيضا الفيلم الحالة الاجتماعية لمتجمع ما بعد حرب أكتوبر 1973 من تغيير يطرأ على الشخصية المصرية وحالة الأصدقاء الذين دخلوا في حالة انعزال بعد عودتهم من ميدان القتال وقد انتصروا في ميادين المعركة ولم يجنوا ثمار انتصارهم في ميدان الحياة العملية، وقد وجدوا أنهم الذين عبروا وغيرهم من حصدوا باسمهم. ومن جانب آخر زوجته تضغط عليه بمتطلبات مادية ومعنوية، لكنه يعطي كل وقته واهتمامة لأبيه واسرته في محاولة إنقاذ ما يمكن إنقاذه.

## طاقم التمثيل
- نور الشريف بدور حسن
- ميرفت أمين بدور ميرفت
- عماد حمدي بدور الحاج سلطان
- نبيلة السيد بدور سميحة
- وحيد سيف بدور البرنس
- حسن حسني بدور عوني
- زهرة العلا بدور أم ميرفت
- عبده الوزير بدور علي
- شعبان حسين بدور رزق
- عبد الله محمود بدور حمدي
- صفاء السبع بدور وفاء
- عزيزة حلمي بدور أم حسن
- علي الغندور بدور الحاج تابعي
- محمد شوقي بدور أبو عميرة
- محمد كامل بدور وكيل النيابة صاحب حسن
- المنتصر بالله بدور ماهر (ابن خالة ميرفت)
- سمير وحيد بدور صمويل
- إبراهيم قدري
- علية عبد المنعم
- حسين الشريف
- حمدي الوزير بدور الكمسري
- ليلى يسري
- هدى كمال بدور كوثر
- أحمد شبكة
- شريف عبد الحميد بدور الطفل

## روابط خارجية
- مقالات تستعمل روابط فنية بلا صلة مع ويكي بيانات
- موقع ديفيدي 4 اراب - مكتوب